# R. Nicholas Burns
Robert Nicholas Burns (Buffalo, 28 gennaio 1956) è un diplomatico e ambasciatore statunitense, ambasciatore per la Cina dal 2022 al 2025.

## Biografia

### Istruzione
Burns nasce a Buffalo, nello stato di New York, ed è cresciuto a Wellesley, nel Massachusetts. Nel 1973 frequentò un corso di studi in Lussemburgo con la American Field Service. Ha frequentato poi il Boston College, dove si è laureato in storia. Dopo aver proseguito gli studi per un breve periodo all'Università di Parigi, ritornò negli Stati Uniti frequentando la Johns Hopkins University, dove ha ricevuto un master in relazioni internazionali.
È stato professore di politiche internazionali presso l'Harvard Kennedy School.

### Carriera diplomatica
Prima di entrare nel servizio estero, Burns ha lavorato come responsabile del programma presso la A.T. International, organizzazione no-profit specializzata nell'assistenza economica ai paesi del terzo mondo.
Burns ha iniziato la sua carriera nel servizio estero in Africa e Medio Oriente. È stato stagista presso l'ambasciata americana a Nouakchott, in Mauritania, vice console e assistente dell'ambasciatore al Cairo dal 1983 al 1985 e poi funzionario politico presso il consolato generale americano a Gerusalemme dal 1985 al 1987.
Fu direttore degli affari sovietici (in seguito russi a partire dal 1991) sotto il presidente George H. W. Bush. In quel periodo partecipò a tutti i vertici fra Stati Uniti e Unione Sovietica e a numerosi altri incontri internazionali e si specializzò su questioni di assistenza economica, legami degli Stati Uniti con Russia e Ucraina e relazioni con i paesi baltici.
Ha poi prestato servizio dal 1990 al 1995 nello staff del consiglio di sicurezza nazionale. È stato assistente speciale del presidente Bill Clinton e direttore senior per gli affari di Russia, Ucraina ed Eurasia.
Dal 1995 al 1997 è stato portavoce del Dipartimento di Stato e assistente segretario ad interim per gli affari pubblici dei segretari di Stato Warren Christopher e Madeleine Albright.
Dal 1997 al 2001 è stato ambasciatore in Grecia. Durante il suo mandato come ambasciatore, gli Stati Uniti hanno ampliato la cooperazione militare e di polizia con la Grecia, rafforzato la loro partnership nei Balcani, aumentato il commercio e gli investimenti e i programmi interpersonali.
Burns si è detto favorevole all'invasione dell'Iraq nel 2003. Prima del suo incarico finale, è stato rappresentante permanente degli Stati Uniti presso la NATO. Nel 2005 è stato poi nominato sottosegretario di Stato per gli affari politici sotto la presidenza Bush Jr.
Il 18 gennaio 2008 annunciò il suo ritiro dal servizio estero. Il motivo addotto era quello di tornare alle preoccupazioni familiari e perseguire altre opportunità al di fuori del governo. Un comunicato stampa della Casa Bianca affermava che Burns avrebbe continuato a svolgere un ruolo consultivo come inviato speciale degli Stati Uniti nella finalizzazione della legge sulla cooperazione pacifica sull'energia atomica tra Stati Uniti e India.
Nell'agosto 2021 ritorna sulla scena diplomatica dopo essere stato nominato dal presidente Joe Biden come ambasciatore in Cina. La sua nomina venne in seguito confermata dal Senato con 75 voti favorevoli e 18 contrari il 16 dicembre successivo, entrando infine nelle vesti ufficiali di ambasciatore il 1º aprile 2022.

## Vita privata
È sposato con Elizabeth Baylies, da cui ha avuto tre figlie. Oltre alla lingua madre, parla fluentemente francese, arabo e greco.